# Helenów Pierwszy (gmina Krzymów)
Helenów Pierwszy – kolonia w Polsce, w województwie wielkopolskim, w powiecie konińskim, w gminie Krzymów.
Do 31 grudnia 2023 miejscowość była częścią wsi Piersk.